# Paul Bloch
Paul Bloch (* 5. Februar 1878 in Breslau; † nach 1937) war ein deutscher Rechtsanwalt. Er wurde als Verteidiger in zahlreichen Strafprozessen von rechtsradikalen Tätern in der Zeit der Weimarer Republik bekannt.

## Leben und Tätigkeit
Bloch entstammte einer jüdischen Familie. Später bekannte er sich zum Protestantismus.
Nach dem Schulbesuch studierte Bloch Rechtswissenschaften. Nach dem juristischen Vorbereitungsdienst ließ er sich in Berlin nieder. Seine Kanzlei dort befand sich spätestens in den 1920er Jahren in der Friedrichstraße 175. Später wurde er in Berlin auch als Notar zugelassen.
Am Ersten Weltkrieg nahm Bloch als Rittmeister der Landwehr-Kavallerie a. D. teil. Politisch war er nach dem Krieg in der Deutschnationalen Volkspartei organisiert.
Größere Bekanntheit erlangte Bloch in den 1920er Jahren als Verteidiger in einer größeren Zahl von Prozessen gegen Angehörige der radikalen politischen Rechten wegen politisch motivierter Straftaten:
An dem Prozess wegen der Ermordung des Reichsaußenministers Walther Rathenau vor dem Staatsgerichtshof vom 3. bis 14. Oktober 1922 gegen dreizehn Personen, denen verschiedene Mitwirkungshandlungen im Zusammenhang mit dieser Tat (von Mord, über Beihilfe zum Mord, bis zur Begünstigung sowie Nichtanzeige eines geplanten Verbrechens) zur Last gelegt wurden, nahm Bloch als einer von sechs Verteidigern teil. Er übernahm die Verteidigung von gleich fünf der dreizehn Angeklagten, nämlich: Steinbeck, Niedrig, Warnecke, Karl Tillessen und Hartmut Plaas. Die anderen Verteidiger waren Alfons Sack, Max Alsberg, der Justizrat Hahn, Walter Luetgebrune und Gollnick.
Ebenfalls 1922 übernahm Bloch, zusammen mit dem Anwalt Schiff, die Verteidigung von zwei der drei gefassten Täter des gescheiterten Attentats auf den Journalisten Maximilian Harden vom 3. Juli 1922. Dies waren die rechtsradikalen Aktivisten Weichardt und Grenz. Prozessbeobachtern fiel während der Verhandlungen der herausfordernde Antisemitismus der beiden Angeklagten, wie auch ihrer Verteidiger auf. So lehnten Bloch und Schiff ausnahmslos Geschworene mit jüdisch anmutenden Namen während der Geschworenenauswahl ab. Zudem verunglimpften sie Harden als „politischen Schädling“. Am Ende wurden die Angeklagten anstatt wegen Mordversuches nur der Beihilfe zu gefährlicher Körperverletzung für schuldig befunden. Grenz erhielt vier Jahre und neun Monate, Weichardt zwei Jahre und neun Monate Haft.
In den Jahren 1922 bis 1925 fungierte Bloch auch als Rechtsbeistand des Freikorpsführers Gerhard Roßbach in verschiedenen Prozessen, die von 1922 bis 1925 gegen diesen wegen Geheimbündelei, Fortsetzung einer verbotenen politischen Vereinigung (wegen Gründung der Großdeutschen Partei in Preußen Ende 1922 als Fortsetzung der dort verbotenen NSDAP) und Hochverrat (wegen Teilnahme am Hitlerputsch von 1923) liefen.
Im Prozess gegen die Organisation Consul von 1924 übernahm Bloch die Verteidigung der ostelbischen Angeklagten, während Luetgebrune für die Verteidigung ihrer westlebischen Gegenstücke sorgte.
In den Jahren 1928 und 1929 übernahm Bloch im Zuge der vielbeachteten beiden Verfahren des Stettiner Fememordprozesses die Verteidigung des Hauptangeklagten Edmund Heines (im Verfahren von 1929 zusammen mit Friedrich Grimm).
Zu Beginn der Zeit des Nationalsozialismus wurde Bloch aufgrund der einsetzenden Judenverfolgung zunächst kurzzeitig die Zulassung entzogen bevor er auf Antrag wieder zugelassen wurde. Seine Kanzlei verlegte er in den 30er Jahren vom Stadtzentrum in die Jägerstraße 62a. Ende 1935 wurde ihm die Zulassung als Notar entzogen. 1938 erhielt er ein komplettes Berufsverbot. Im selben Jahr verließ er Deutschland.

## Ehe und Familie
Am 16. Oktober 1925 heiratete Bloch Edelgarde von Goldfus (* 18. Januar 1896 in Illesheim; † 9. Dezember 1963 in Berlin). Diese war zuvor mit Otto Emil Rudolf Leo von Reibnitz (* 28. März 1877; † 1. Mai 1917 in Cambrai) und in zweiter Ehe mit Erich Boldt verheiratet gewesen.